# Französisch-Thailändischer Krieg
Der Französisch-Thailändische Krieg zwischen dem Frankreich der Vichy-Regierung in Indochina und dem Königreich Thailand fand zwischen Oktober 1940 und Januar 1941 statt und endete mit dem Sieg Thailands.

## Vorgeschichte

Feldmarschall Phibunsongkhram mustert thailändische Truppen (1941)

Laos und der Nordwesten Kambodschas gehörten bis Ende des 19. Jahrhunderts zur siamesischen (thailändischen) Einflusssphäre. Nach dem Französisch-Siamesischen Krieg 1893 musste Siam Gebiete des heutigen Laos an Frankreich abtreten, 1907 auch die späteren kambodschanischen Provinzen Battambang, Siem Reap und Banteay Meanchey. In den 1930er-Jahren forderte der nationalistische Flügel der Volkspartei unter Phibunsongkhram (Ministerpräsident von 1938 bis 1944) und seinem Chefpropagandisten Wichitwathakan die Rückgabe der „verlorenen Gebiete“. Sie strebten ein „Großthailändisches Reich“ an.
Im August 1939 schlug die französische Regierung Verhandlungen über einen gegenseitigen Nichtangriffsvertrag vor. Thailand reagierte mit der Forderung nach Verhandlungen über den Grenzverlauf mit Französisch-Indochina, insbesondere unter Einschluss verschiedener Inseln im Mekong. War man in Paris und auch an der französischen Gesandtschaft in Bangkok solchen Verhandlungen zugeneigt, so führte die Niederlage Frankreichs gegen Deutschland im Westfeldzug 1940 dazu, dass die Verantwortung für die weiteren Gespräche bei der französischen Kolonialverwaltung in Indochina lagen. Diese hatte kein Interesse an einer Ausweitung der thailändischen Einflusssphäre und blockierte.
Im August 1940 lotete der thailändische Ministerpräsident Phibul Songkhram mögliche Reaktionen seitens des Deutschen Reichs, Italiens, Großbritanniens, der USA und Japans aus, sollte Thailand sich die Gebiete zurückholen, die es 1904 auf französischen Druck hatte abgeben müssen. Deutschland und Italien standen dem positiv gegenüber und Japan sah dies als eine gute Gelegenheit an, Thailand noch mehr auf die Seite der Achsenmächte zu ziehen.

## Verlauf

Kartographische Darstellung der Seeschlacht von Ko Chang

Dies war nun ein willkommener Zeitpunkt für die thailändische Führung, einen Angriff auf die französische Kolonie Indochina zu beginnen, der – ohne Kriegserklärung – mit kleineren Zusammenstößen begann und am 1. Dezember 1940 eskalierte. Die französische Marine entsandte drei Schiffe, um die Küstenstadt Trat unter Beschuss zu nehmen. Drei Flugzeuge der thailändischen Luftwaffe griffen diese an. Am 4. Januar 1941 griffen französische Bomber die Städte Udon Thani und Nong Khai an. Am 6. Januar überquerte eine thailändische Division die kambodschanische Grenze und nahm die Grenzstadt Poipet ein, eine zweite Division marschierte in Laos ein.
Am 11. Januar 1941 griff die thailändische Luftwaffe die vietnamesische Stadt Hanoi mit sechs Bombern und vier Jagdflugzeugen an. In dem Konflikt dominierte Thailand auf dem Land und in der Luft, musste jedoch eine schwere Niederlage in der Seeschlacht von Ko Chang am 17. Januar 1941 hinnehmen, bei der zwei thailändische Torpedoboote sanken und ein Küstenpanzerschiff außer Gefecht gesetzt wurde. Die letzte große Bodenaktion dieses Krieges fand am 16. oder 22. Januar statt, als thailändische Einheiten bei Yang Dang Khum französische Stellungen angriffen. Der letzte Kampfeinsatz der RTAF war ein Bombenangriff auf Sisophon, am Morgen des 28. Januar um 7.10 Uhr durch drei Martin-Bomber der Bomberstaffel 50, die von drei Hawk 75N der Jagdstaffel 60 begleitet wurden.

## Verhandlungen und Folgen

Thailändische Gebietsgewinne infolge des Krieges in Weiß

Das Japanische Kaiserreich, damals bereits dominierende Großmacht im südostasiatischen Raum, übernahm die Rolle des Vermittlers. Für den 28. Januar wurde eine Feuerpause vereinbart. Am 7. Februar 1941 begann in Tokio eine Friedenskonferenz unter der Schirmherrschaft des japanischen Außenministers Matsuoka Yosuke. Die Verhandlungen endeten am 9. Mai mit thailändischen Gebietsgewinnen in den französischen Kolonien Laos und Kambodscha.

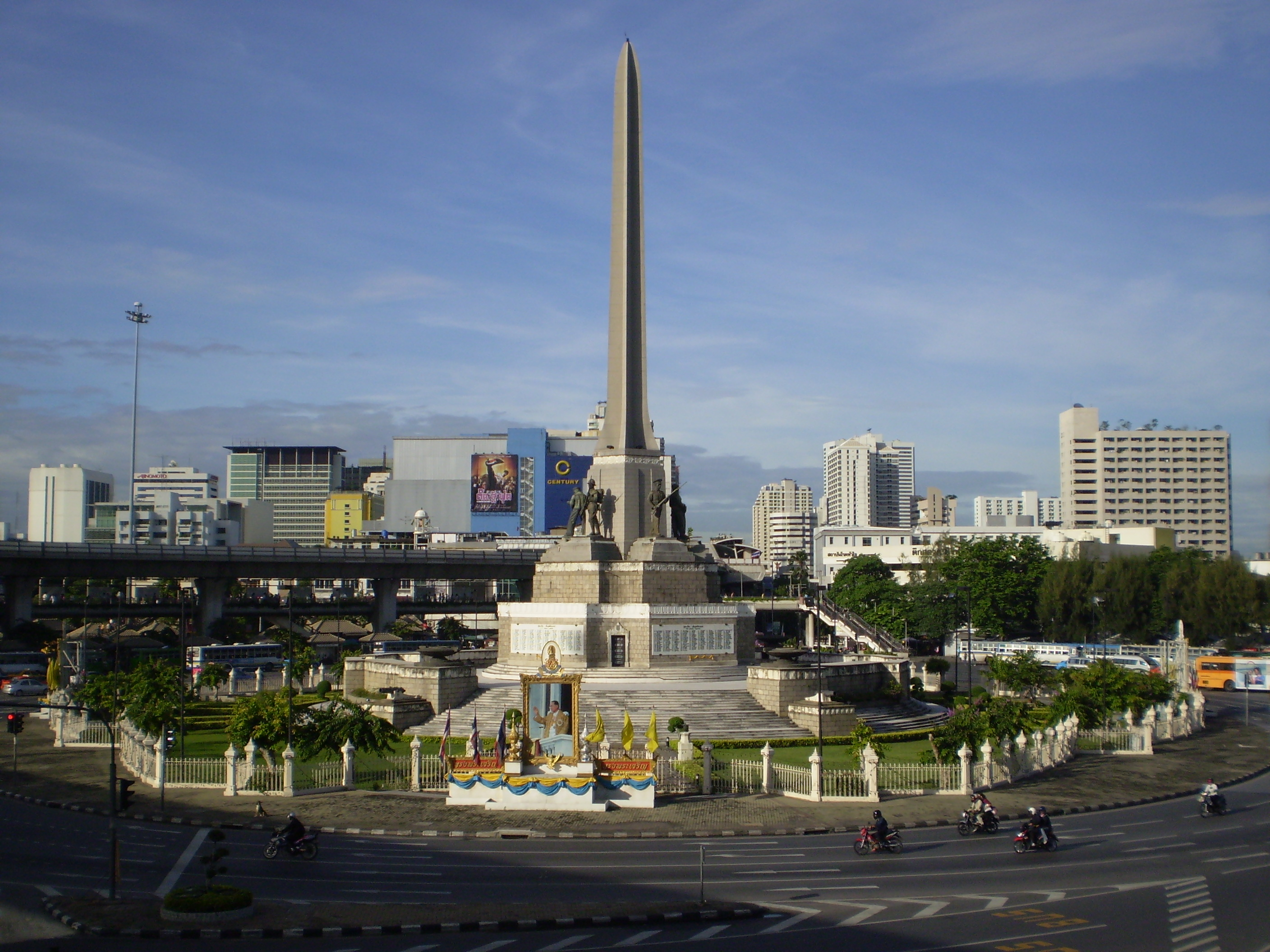
Das Siegesdenkmal in Bangkok zur Erinnerung an den Französisch-Thailändischen Krieg

Frankreich trat die westlich des Mekong gelegenen Teile der laotischen Provinzen Bassac (heute Provinz Champasak) und Luang Prabang (heutige Provinz Sainyabuli) sowie die kambodschanische Provinz Battambang, den größten Teil von Siem Reap (nicht aber die Tempel von Angkor Wat) und den Norden der damaligen Provinz Kampong Thom (heute Preah Vihear) an Thailand ab. Dort gibt es bis heute einen Grenzkonflikt zwischen Kambodscha und Thailand. Von wirtschaftlicher Bedeutung war lediglich die Provinz Battambang, eines der produktivsten Reisanbaugebiete Südostasiens. Die übrigen gewonnenen Gebiete waren weitgehend unerschlossener Dschungel. Den nordwestlichen Teil Kambodschas benannte Thailand zu Ehren seines Führers und Feldmarschalls in „Provinz Phibunsongkhram“ um. In Bangkok wurde 1941 das Siegesdenkmal zur Erinnerung an den (vermeintlichen) Kriegsgewinn und die Gefallenen errichtet.
Am 17. November 1946 wurden als Ergebnis der französisch-thailändischen Verhandlungen das ursprüngliche Abkommen vom 9. Mai 1941 annulliert. Thailand musste die Provinzen Pak Lay und Bassac an Laos abgeben, während die Provinzen Battambang und Siem Reap wieder an Kambodscha abgetreten wurden. Die Zugeständnisse waren die Bedingung für eine Aufnahme Thailands in die Vereinten Nationen (UN). In der Folge genehmigte der UN-Sicherheitsrat am 12. Dezember 1946 mit der Resolution 13 die Aufnahme und das Land trat der UN vier Tage später, am 16. Dezember, bei.

## Tötung von Christen
Während des Kriegs erschossen thailändische Polizisten im Dezember 1940 sieben thailändische Katholiken im Dorf Songkhon (Amphoe Wan Yai, Mukdahan), die verdächtigt wurden, für Frankreich zu spionieren. Unter den Getöteten waren ein Katechist, zwei Ordensschwestern von der Liebe zum Heiligen Kreuz und vier Laiinnen (davon drei Mädchen im Alter von 14 bis 16 Jahren). Sie wurden als Märtyrer des Glaubens 1989 durch Papst Johannes Paul II. seliggesprochen.